# نیکولو آمانیتی
نیکولو آمانیتی (ایتالیایی: Niccolò Ammaniti)؛ زادهٔ ۲۵ سپتامبر ۱۹۶۶) یک رمان‌نویس اهل ایتالیا است. وی برنده جوایز ویارجیو (۲۰۰۱) و استراگا (۲۰۰۷) شده‌است.

## زندگی‌نامه
نیکولو آمانیتی در رشته زیست‌شناسی مشغول به تحصیل شد، اما تحصیلات خود را نیمه‌کاره رها کرد. اولین رمان او «آبشش‌ها» در سال ۱۹۹۴ به چاپ رسید، که کارگردان ایتالیایی فرانچسکو رانیه‌ری مارتینوتی در سال ۱۹۹۹ فیلمی از روی آن ساخت.
آمانیتی در در ۱۹۹۶مجموعه داستان «گل و لای» را نوشت که «مارکوریزی» فیلم «آخرین سال نو» را در ۱۹۹۸ از روی یکی از داستان‌های آن به تصویر کشید. در سال ۱۹۹۹ رمان «تو را برمی‌دارم و می‌برم» را نوشت و سرانجام در سال ۲۰۰۱ رمان معروفش «من نمی‌ترسم» را چاپ کرد که او را به شهرت رساند.
دو سال بعد «گابریله سلوتورس» فیلم زیبایی از روی این اثر ساخت. رمان بعدی او «خداوند چگونه فرمان می‌راند» است که در سال ۲۰۰۶ منتشر شد و در سال ۲۰۰۷ جایزه «استرگا» را از آن خود کرد. فیلمی به کارگردانی «سلوتورس» در ۲۰۰۸ از روی این رمان ساخته شد. این نویسنده در سال ۲۰۰۹ کتاب «که جشن آغاز شود» را چاپ کرد و برای آن کاندیدای جایزه «الابردای طلایی» در سال۲۰۱۰ شد. پس از آن، آخرین اثر آمانیتی، مجموعه داستان «لحظه حساس» است که در سال ۲۰۱۲ به چاپ رساند.
«من و تو» آخرین رمان منتشرشده این نویسنده است که در اکتبر ۲۰۱۰ منتشرشد و برناردو برتولوچی کارگردان ایتالیایی هم با برداشتی آزاد، فیلمی از روی آن به همین نام ساخت که در سال ۲۰۱۲ روی پرده سینماها به نمایش درآمد.
رمان «من و تو» سرگذشت پسری چهارده ساله است که از کودکی در برقراری روابط اجتماعی با همسالان خود دچار مشکل بوده‌است. مادر که نگران از وضعیت فرزند است، او را برای معالجه نزد روانپزشک می‌برد. او هنگام گذراندن سن رشد، سعی می‌کند با دیگر دانش‌آموزان مدرسه معاشرت کند.
فروغ هراتیان مترجم این رمان است که توسط در ۱۳۹۳ توسط نشر داستان منتشر شد.